# Abronia lythrochila
Abronia lythrochila är en ödleart som beskrevs av Smith och Álvarez del Toro 1963. Abronia lythrochila ingår i släktet Abronia och familjen kopparödlor. Inga underarter finns listade i Catalogue of Life.
Arten förekommer med flera mindre och från varandra skilda populationer i södra Mexiko i delstaten Chiapas. Den lever i bergstrakter och på högplatå mellan 1500 och 3000 meter över havet. Abronia lythrochila vistas i blandskogar, ofta med ekar och tallar. Den behöver inga ursprungliga skogar men den saknas i områden utan skog. Honor lägger inga ägg utan föder levande ungar.
Intensivt skogsbruk och skogens omvandling till jordbruksmark hotar delar av beståndet. En större population hittas i Lagos de Montebello nationalpark samt i andra skyddszoner. Även i andra lämpliga områden är Abronia lythrochila vanligt förekommande. IUCN kategoriserar arten globalt som livskraftig.